# Cyprinodon maya
Cyprinodon maya é uma espécie de peixe da família Cyprinodontidae.
É endémica do México.